# 陶瑢
陶瑢（1870年—1925年）原名璐，字宝如（又作葆如），又字心莊，號鑒泉，别号见南山人。江蘇武進（治今常州南部）人。清朝及中华民国官员、書畫家、篆刻家。

## 生平
陶瑢生于清朝同治九年（1870年），是藏書家陶湘的孪生弟。他们家世居武進青果巷（今位于常州市天宁区内）。他是清朝諸生。陶瑢喜爱书画，最初临摹《芥子园画传》，后向其他画家学习，以画松见长，工书，擅铁笔。
光绪十六年（1890年），陶瑢补博士弟子员。当时盛宣怀有别墅名“愚斋”，其中收藏了许多古书。盛宣怀遂聘请陶瑢担任秘书，负责整理鉴别这些古书。陶瑢也因此而得以阅读许多古书。光绪三十四年（1908年），陶瑢以国史馆誊录承选任河南临颍县知县。
辛亥革命后，他居住在北京、天津，曾任财政部秘书。他还曾任约法会议秘书。不久，他辞官，专心从事书画篆刻。

## 著作
遗作辑为《陶宝如遗迹》，由天津传统书社印行。